# Veterano

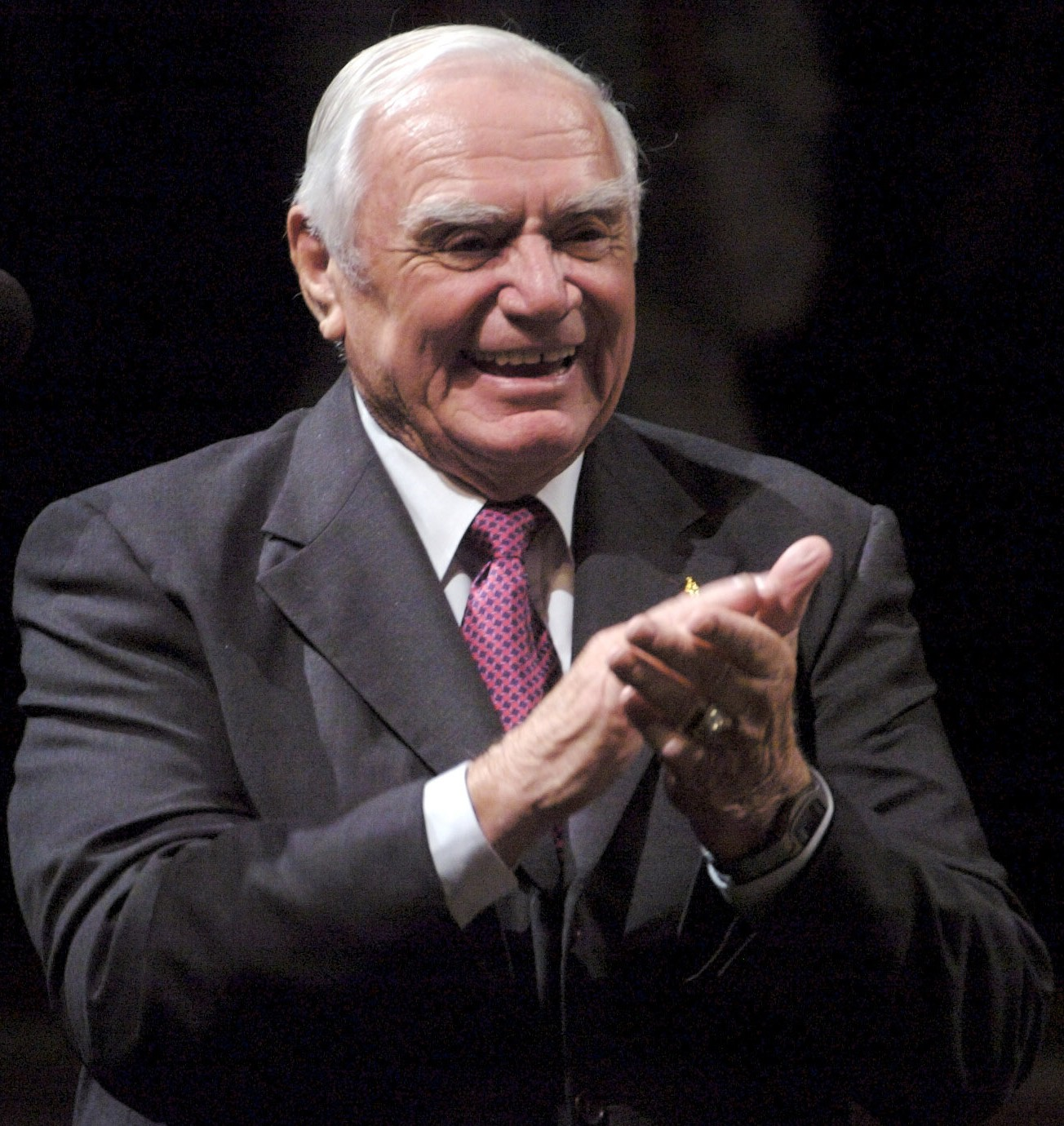
Ernest Borgnine (f. 2012), con sus 74 años de trayectoria en el cine, fue considerado un veterano del Séptimo Arte.

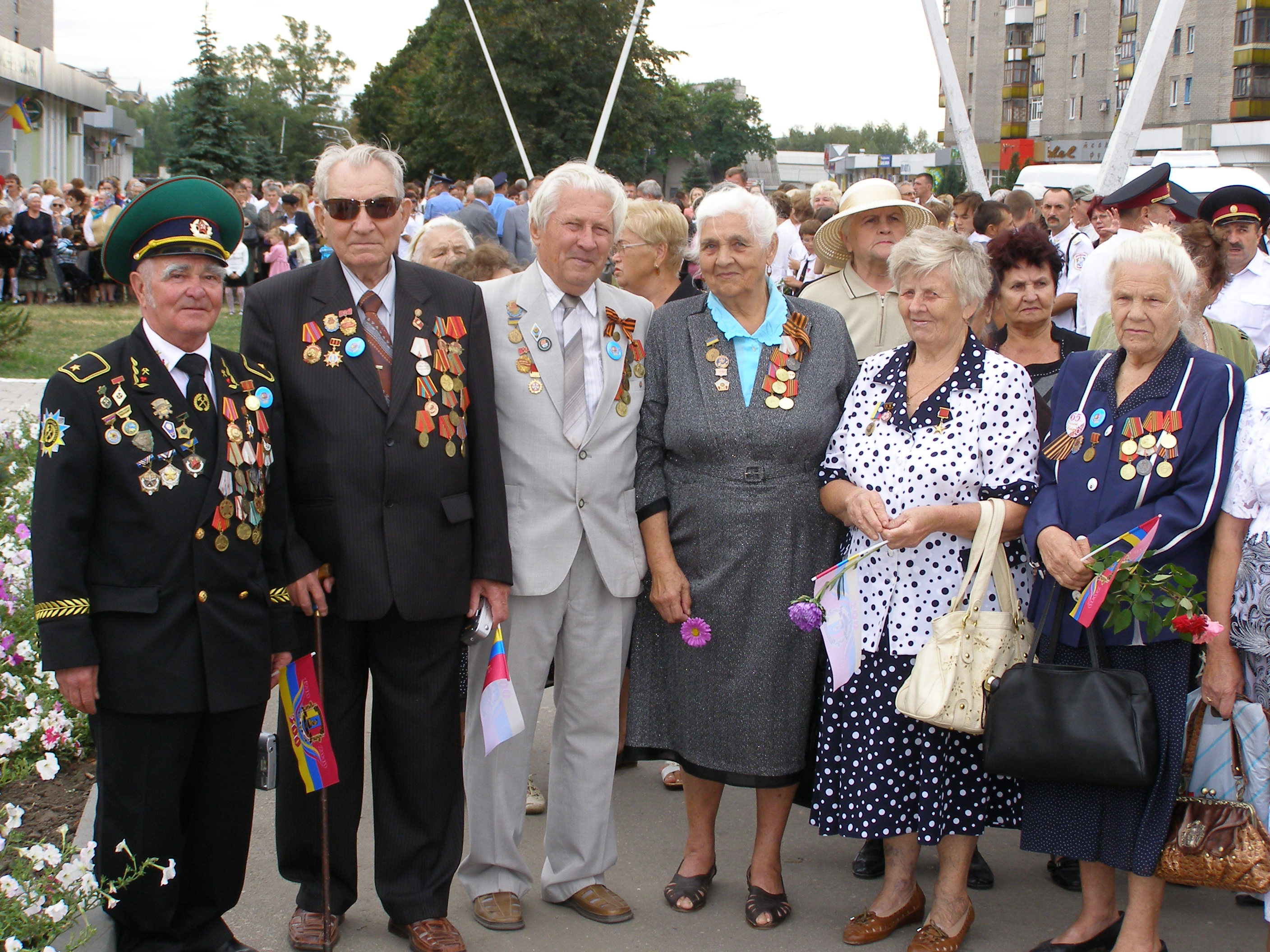
Veteranos de guerra reunidos en un aniversario.

Escudo de la Real Hermandad de Veteranos de las Fuerzas Armadas Españolas.

Un veterano (del latín vetus, "viejo") tiene más de una acepción; por un lado,  es una persona que tiene experiencia en un área particular, y por otro lado también es referido especialmente a las personas retiradas en las fuerzas armadas y muy especialmente a personas que son soldados supervivientes de algún conflicto, a los que se denomina veterano de guerra. 
También a veces se refiere al personal retirado del servicio. Sin embargo, cualquier miembro de las fuerzas armadas que ha estado en combate o ha servido por un largo tiempo puede ser descrito como un veterano.
En algunos países de habla hispana, también se le dice veterano a un hombre avanzado en edad.

## Soldado veterano
Se llama veterano al soldado viejo o antiguo en su clase que lleva mucho tiempo de servicio. 
Entre los romanos era preciso servir 25 años sin interrupción. Posteriormente el emperador Augusto limitó el tiempo a 20 años para los de infantería y 10 para los de caballería. Si el veterano permanecía en la legión después de cumplido su empeño, era objeto de distinciones y recompensas. En la vida militar estaba exento de todo servicio mecánico, incluso el de centinela, ronda, patrulla, destacamento y otros y solo tomaba las armas para marchar o combatir. En los asuntos particulares no pagaba derechos de compra y venta; se le eximía de las cargas de capitación y trabajos personales; no se le aplicaba la pena de verberación (azotes); en la cárcel tenía sitio separado de los criminales comunes y se le daban muestras de aprecio para estimular a los legionarios a permanecer en las filas.

## Veterano de guerra

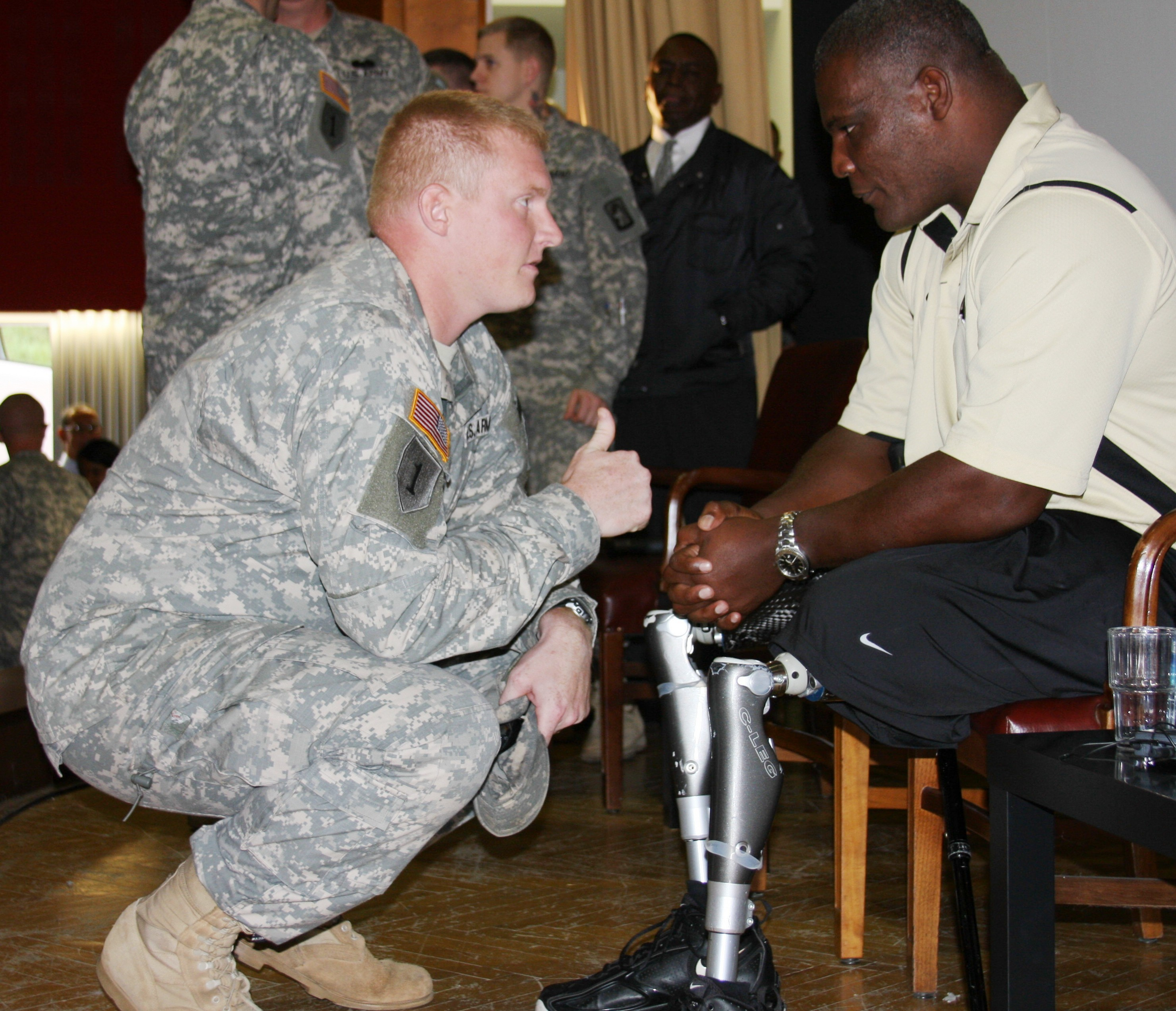
Un veterano de guerra estadounidense lisiado es asistido en su parte emocional por un especialista.

Los veteranos de guerra, en especial desde la guerra de Vietnam y otros conflictos contemporáneos como Irak o Afganistán,  han presentado una problemática social respecto de la  re-inserción en la sociedad debido a las incapacidades físicas y psicológicas graves que estas personas contrajeron durante el conflicto, transformándose en un lastre para la sociedad.  La sociedad y los gobiernos no están preparados eficientemente para poder brindar a este grupo de personas que rindieron un servicio a la misma sociedad y quizás volvieron como héroes, un adecuado tratamiento después del conflicto que les permita continuar con sus vidas normalmente, se les considera como socialmente muertos.  
Un elevado porcentaje de  veteranos de guerra  trae secuelas físicas o psicológicas de tal seriedad que les impide encontrar el camino a la normalidad o felicidad y recurren al suicidio como salida a sus problemas.
Estados Unidos y la ex Unión Soviética son actualmente los países que tiene mayor número de veteranos de guerra;  en los Estados Unidos existen unos 23 millones de veteranos de guerra, y de los 30 000 suicidios que se verifican en este país, unos  6000 son de veteranos de guerra, una pandemia en este grupo de personas.

### Síndrome postraumático de un veterano de guerra
Una persona sobreviviente de un conflicto puede presentar algunos de los siguientes síntomas:
- Mutismo, apatía, autoaislamiento social.
- Incapacidad de sentir sentimientos de afectividad hacia los demás.
- Sentimientos de un devenir incierto, carente de esperanzas de felicidad.
- Insomnio o pesadillas con fijación de ideas muy persistente.
- Irritabilidad súbita.
- Recuerdos flashback del conflicto.
- Ansiedad, períodos de trastornos de personalidad bipolar.
- Sensación persistente de subvaloración de su estado o carencia de reconocimiento de parte de la sociedad.

Una revisión sistemática de 40 estudios, llevados a cabo entre 1993 y 2017 en Estados Unidos, Reino Unido y Australia, evaluó los efectos del despliegue sobre la salud mental. Los resultados indican que el despliegue de operaciones tiene un efecto negativo sobre la salud mental del personal militar movilizado. Específicamente, en las evaluaciones realizadas después de 24 meses de la exposición, los efectos adversos son consistentes en todos los aspectos de la salud mental, especialmente en el TEPT. Esto sugiere que se deben aumentar los esfuerzos para detectar y tratar los trastornos mentales, ya que sus efectos pueden ser duraderos.